# Flåm
Flåm är en tätort med ungefär 500 invånare längst in i Aurlandsfjorden i Aurlands kommun i Vestland fylke i västra Norge. Orten har blivit en populär turistort, med ungefär 450 000 besökare årligen. De flesta kommer för ett besök på Flåmsbanan, som går mellan Flåm och Myrdal.
Flåm besöks av många kryssningsfartyg som antingen ligger vid kaj eller ankrar upp i Aurlandsfjorden.
Namnet Flåm har använts sedan 1340, då som Flaam.

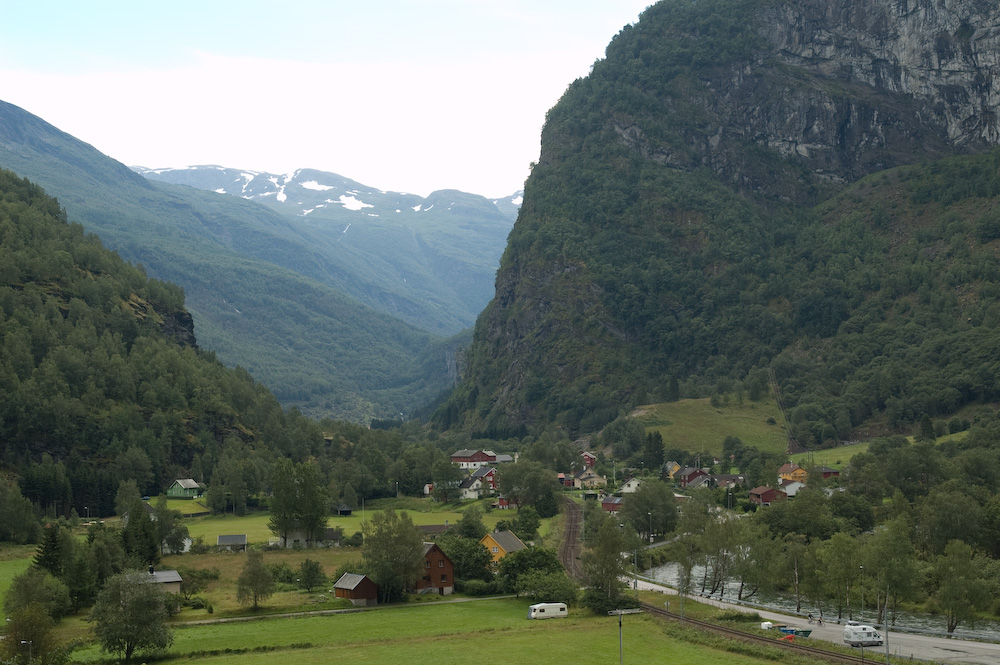
Flåm i Flåmsdalen.